# Eudrymopa cyanoleuca
Eudrymopa cyanoleuca är en fjärilsart som beskrevs av Oswald Beltram Lower 1908. Eudrymopa cyanoleuca ingår i släktet Eudrymopa och familjen spinnmalar. Inga underarter finns listade i Catalogue of Life.